# Neoperla obscura
Neoperla obscura är en bäcksländeart som beskrevs av Peter Zwick 1981. Neoperla obscura ingår i släktet Neoperla och familjen jättebäcksländor. Inga underarter finns listade i Catalogue of Life.